# Triscarbonate d'hexahydroxybenzène
Le triscarbonate d'hexahydroxybenzène ou triscarbonate de benzènehexol est un oxyde de carbone de formule brute C9O9. Il consiste en un noyau benzénique dont les six atomes d'hydrogène sont remplacés par trois groupes fonctionnels carbonate. Il peut être vu comme le sextuple ester de l'acide carboxylique et du benzènehexol.
Ce composé a été obtenu par C. Nallaiah en 1984 sous forme d'un solvate avec le tétrahydrofurane, THF.